# Ilyocryptus gouldeni
Ilyocryptus gouldeni är en kräftdjursart som beskrevs av J. L. Williams 1978. Ilyocryptus gouldeni ingår i släktet Ilyocryptus och familjen Ilyocryptidae. Inga underarter finns listade i Catalogue of Life.